# 陈笑华
陈笑华（1952年—），浙江温州人，汉族，中华人民共和国政治人物、全国人民代表大会浙江地区代表。
毕业于浙江省委党校党政干部专业，加入中国共产党。担任浙江省审计厅党组书记、厅长。2008年起担任全国人大代表。2013年，被选为全国人大代表。